# New Market (Tennessee)
New Market – miasto w Stanach Zjednoczonych, w stanie Tennessee, w hrabstwie Jefferson.